# Roger Giroux
Pour les articles homonymes, voir Giroux.
Roger Giroux (né Roger Henri Joseph le 3 février 1925 à Meximieux et mort le 26 janvier 1974 à Châtenay-Malabry) est un poète et traducteur français.

## Biographie
Lorsqu'il a 20 ans, en 1945, Roger Giroux quitte Lyon pour Paris.
À Paris, où ils sont tous deux étudiants, Roger Giroux devient l'ami d'Édouard Glissant. Ils rencontrent, ensemble, les sœurs Suvélor, Yvonne et Damienne, deux martiniquaises. Yvonne épouse Édouard et Damienne épouse Roger.
Roger Giroux est un héritier lointain de Maurice Scève, un ami de Maurice Roche. Dès 1949 il commence à écrire des poésies. Il publie son premier recueil, Elements, en 1951. Le titre de son second livre, Retrouver la parole (1957), est explicite de sa recherche, au lendemain de la guerre qui a profondément marqué son adolescence, d'un langage nouveau, ou plutôt renouvelé des formes antiques et nobles de l'expression. Il s'agit de renaître poète dans un monde fracassé qui s'enfonce dans un verbalisme pire que la mort. Le chant qui s'élève ne peut être tout d'abord que timide, bref, éparpillé; il s'affermit peu a peu cependant, et dans L'arbre et le temps (1963) qu'il publiera, au Mercure de France, Roger Giroux fait entendre une voix très justement posée, grave et virile, qui a parfois l'accent des béatitudes mystiques. Cette œuvre est récompensée par le prix Max Jacob.
Monique Pétillon cite Roger Giroux parlant de son œuvre « Désapprendre les mots, désentendre les bruits, se délivrer du livre à faire, se défaire de tout projet d'écrire, écrire seulement. (...) Ceci n'a pas de commencement, cela n'a pas de fin. »
Roger Giroux est éditeur, auprès de Marcel Duhamel, de la Série noire.
Il est un l’un des grands traducteurs de la littérature anglo-saxonne, dont de nombreux romans de Lawrence Durrell, une partie importante de l’œuvre d’Henry Miller, Edna O’Brien, Jiddu Krishnamurti...

## Œuvres
Œuvres publiées du vivant de l'auteur
- Éléments, 1951
- Retrouver la parole, 1957
- L'arbre le temps, Mercure de France, Paris, 1964, 101 p. (Prix Max-Jacob)

Œuvres posthumes et rééditions
- Voici, Le collet de Buffle, 1974.
- Théâtre, Orange Export Ltd., Malakoff, 1974.
- S, Orange Export Ltd., Malakoff, 1977, 45 p.
- L'arbre le temps, suivi de Lieu-je et de Lettre, Mercure de France, Paris, 1979 (réédition), 163 p. ; L'arbre le temps,  Éric Pesty, Marseille, 2016 (réédition), 104 p.
- Et je m'épuise d'être là, Éditions Unes, Trans-en-Provence, 1982, 24 p. illustrations de François Deck.
- L'autre temps, Éditions Unes, 1984, 152 p. préface de Bernard Noël, illustrations de François Deck.
- Ptères, Éditions Unes, 1985, 16 p.
- Soit donc cela, Éditions Unes, 1987 80 p., ensemble de textes établi par Hervé Piekarski.
- Poème, Théâtre Typographique, Courbevoie, 2007, 176 p., édité par Jean Daive[8].
- Journal d'un poème, Éditions Unes, 1986, 112 p., préface et établissement du texte par Hervé Piekarski ; Éric Pesty, Marseille, 2011 (réédition), 192 p. préface de Jean Daive[9].
- Au-delà de l'absence, opus 6 no 2, 1975, partition composée par Raymond Vaillant sur des textes de Roger Giroux.
- Blank, Éditions Unes, 1990, 48 p.

création samedi 11 décembre 1976 dans le grand auditorium de la maison de Radio-France par Anna Ringart, mezzo, le nouvel orchestre philharmonique placé sous la direction de Juan Pablo Izquierdo dans le cadre des concerts Musique au présent.

### Traducteur
- Henry Miller, Big Sur et les oranges de Jérôme Bosch (Big Sur and the oranges of Hieronymus Bosch), Paris, Buchet-Chastel, 2018, 392 p.
- Henry Miller, La crucifixion en rose (The rosy crucifixion), Paris, 1997, coll. Le livre de poche, Librairie générale française, 3 vol. (667, 670, 414 p.)
- Nelson Algren, La rue chaude (A walk on the wild side), Paris, 2016, collection L'Imaginaire, Gallimard, 420 p.
- Lawrence Durrell, Citrons acides (Bitter lemons), Paris, 2011, Éditions Phébus, 332 p.
- Lawrence Durrell, Le Carnet noir, Paris 2004, coll. Folio, Gallimard, 359 p.
- Lawrence Durrell, Mountolive, Paris, 2000, le Grand livre du mois, 308 p.
- Lawrence Durrell, Le Quatuor d'Alexandrie (Alexandria quartet), Paris 2000, coll. Livre de poche, Librairie générale française
- Jiddu Krishnamurti, Commentaires sur la vie (Commentaries on living), (co-traducteur  Nicole Tisserand), Paris, 2015, J'ai lu, 1196 p.

## Musique
- Claude Balif : 1957, Retrouver la parole, op. 33, Cantate pour chœur à six voix solistes & ensemble instrumental, poèmes de Roger Giroux